# Ђилин
Ђилин (запис на поштанским картама: Kirin; манџ.: Girin ula) је покрајина Народне Републике Кине. Налази се на североистоку земље, где се граничи са Северном Корејом и Русијом на истоку, Хејлунгђангом на северу, Љаонингу на југу и Унутрашњом Монголијом на западу.